# Anne-Marie David
Anne-Marie David (Casablanca, 23 maggio 1952) è una cantante francese.

## Biografia

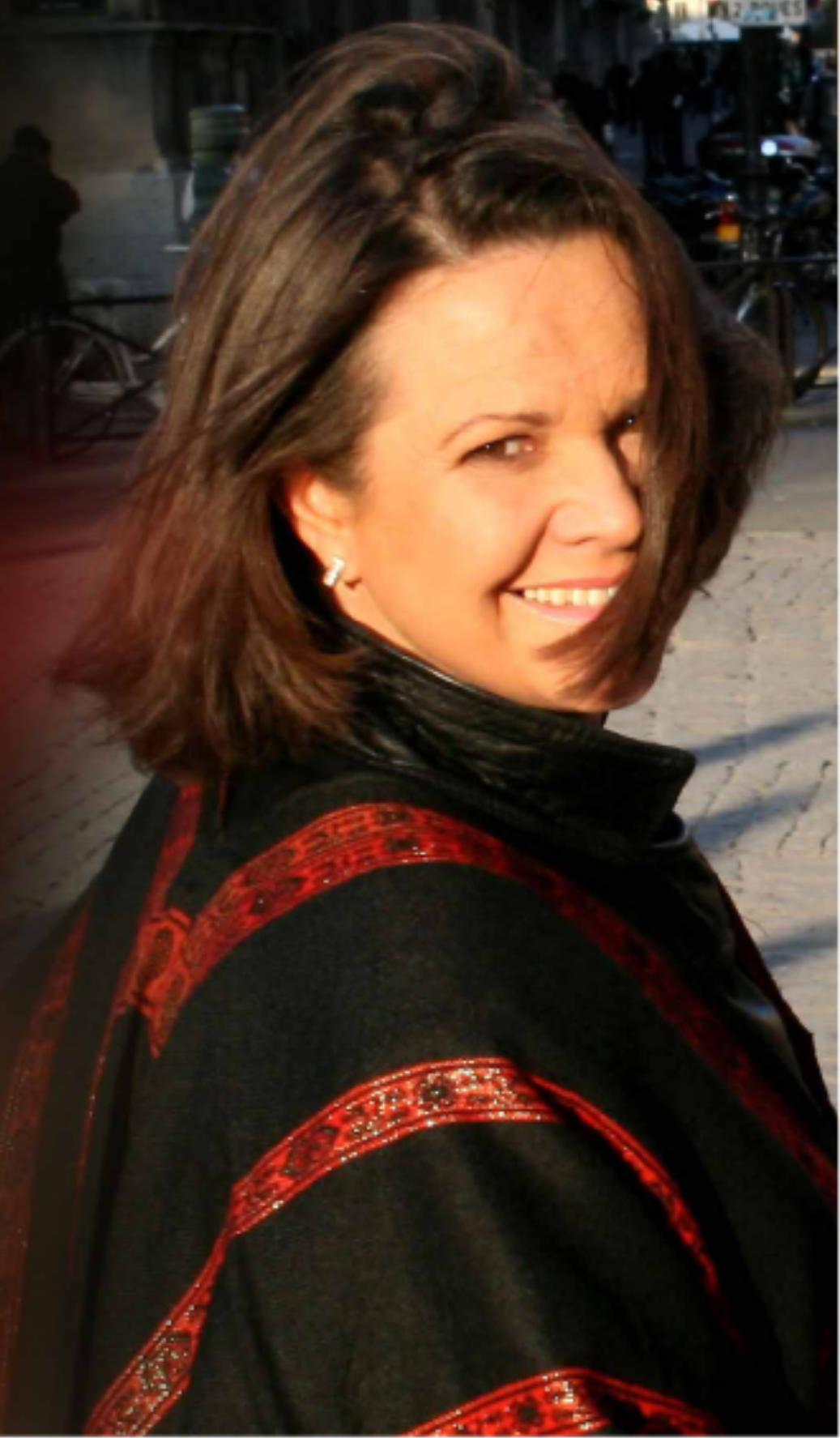
Anne-Marie David nel 2008

Il lancio dell'artista risale al 1972 quando partecipò alla preselezione per trovare il partecipante francese all'edizione dell'Eurofestival che avrebbe avuto luogo a Edimburgo. Lo stesso anno incise il suo primo disco e partecipò ad un musical ma senza essere notata.
Dopo una dura selezione ottenne la parte di Maria Maddalena nella versione francese del musical Jesus Christ Superstar e finalmente raggiunse una certa popolarità venendo poi chiamata come madrina per l'inaugurazione del terzo canale della televisione francese il 31 dicembre 1972.
Nel 1973 fu scelta per rappresentare il Lussemburgo all'Eurofestival vincendo la manifestazione con la canzone Tu te reconnaîtras (che cantata in italiano, con il titolo Non si vive di paura, diventò la sigla finale dello sceneggiato RAI Serata al Gatto Nero e che fu anche cantata in un cameo nella seconda ed ultima puntata). Ottenne 129 voti contro i 125 del gruppo spagnolo Mocedades che cantava Eres tu mentre al terzo posto con 123 voti si classificò l'inglese Cliff Richards con la canzone  Power to All Our Friends.
Nel 1979 partecipò di nuovo all'Eurofestival, questa volta rappresentando la Francia con Je suis l'enfant-soleil che si classificò terza, ma fu la canzone più venduta di quell'edizione.
Nel 1981 intervenne ad un Gala per il 25º anniversario dell'Eurovison in Norvegia e in seguito venne chiamata per diversi concerti in tutta la Scandinavia. Cantò alla cerimonia di chiusura dei Campionati mondiali di sci nordico di fronte alla famiglia reale norvegese e l'anno successivo ricevette il premio quale miglior interprete straniera.
Nel 1981 tornò al teatro con Le vent tourbillon, una commedia musicale per bambini, e nel 1985 venne chiamata dalla Norvegia come componente della giuria per la scelta del prossimo concorrente norvegese all'Eurofestival. La scelta cadde sul duo Bobbysocks che poi vinse con la canzone La det swinge.
Dopo 15 anni di lavoro la cantante decise di prendersi un periodo di riposo dedicandosi all'allevamento di cavalli.
Richiesta per una piccola tournée in Belgio e in Francia, la cantante si rese conto di non essere stata ancora dimenticata e decise di riprendere la carriera partecipando a spettacoli celebrativi dell'Eurofestival in tutta Europa.